# Hansenium occidentale
Hansenium occidentale är en kräftdjursart som först beskrevs av Hansen 1905.  Hansenium occidentale ingår i släktet Hansenium och familjen Stenetriidae. Inga underarter finns listade i Catalogue of Life.